# Xenja von Ertzdorff-Kupffer
Xenja von Ertzdorff-Kupffer (geborene von Ertzdorff; * 20. April 1933 in Sindelfingen; † 25. September 2013 in Gießen) war eine deutsche Mediävistin, die sich als Professorin für Germanische Philologie mit der Deutschen Sprache und Literatur des Mittelalters sowie der vergleichenden Literaturgeschichte des Mittelalters auseinandersetzte.

## Leben
Xenja von Ertzdorff studierte Germanistik, Romanistik und Geschichtswissenschaft in Tübingen, Göttingen und Freiburg und wurde 1958 in Freiburg mit Studien zum Begriff des Herzens und seiner Verwendung als Aussagemotiv in der höfischen Liebeslyrik des 12. Jahrhunderts promoviert. 1966 habilitierte sie sich in Freiburg mit einer Arbeit zu Rudolf von Ems und wurde 1970 an die Justus-Liebig-Universität Gießen als Professorin für „Germanische Philologie“ (1976 umbenannt in „Mittelalterliche deutsche Literatur“, 1977 in „Deutsche Sprache und Literatur des Mittelalters“) berufen, die sie bis zu ihrer Pensionierung im Jahr 1998 ausfüllte. Sie war bis zu ihrer schweren Erkrankung im Jahr 2006 in Forschung und Lehre aktiv und prägte die Gießener Mediävistik, für deren Neuausrichtung nach 1968 sie sich als fächerübergreifend arbeitende und überregionale vernetzte Geisteswissenschaftlerin einsetzte.

## Leistungen
1970/71 wirkte sie am Ausbau der Germanistik zu einem eigenständigen Fachbereich mit, stand dem Fachbereich 1984/85 als Dekanin und anschließend als Prodekanin vor. Insgesamt elf Jahre lang nahm sie die Funktion der Bibliographin in der Internationalen Artusgesellschaft wahr, die alle Mittelalterphilologien verbindet. 1983 war sie Mitgründerin des deutschen Mediävistenverbands. Sie lud zu zahlreichen Symposien zu fächerübergreifenden Themen (u. a. Essen und Trinken in Mittelalter und Neuzeit, 1987) nach Gießen ein, die die interdisziplinäre Diskussion und die Sichtbarkeit des Standorts stärkten.

## Veröffentlichungen (Auswahl)

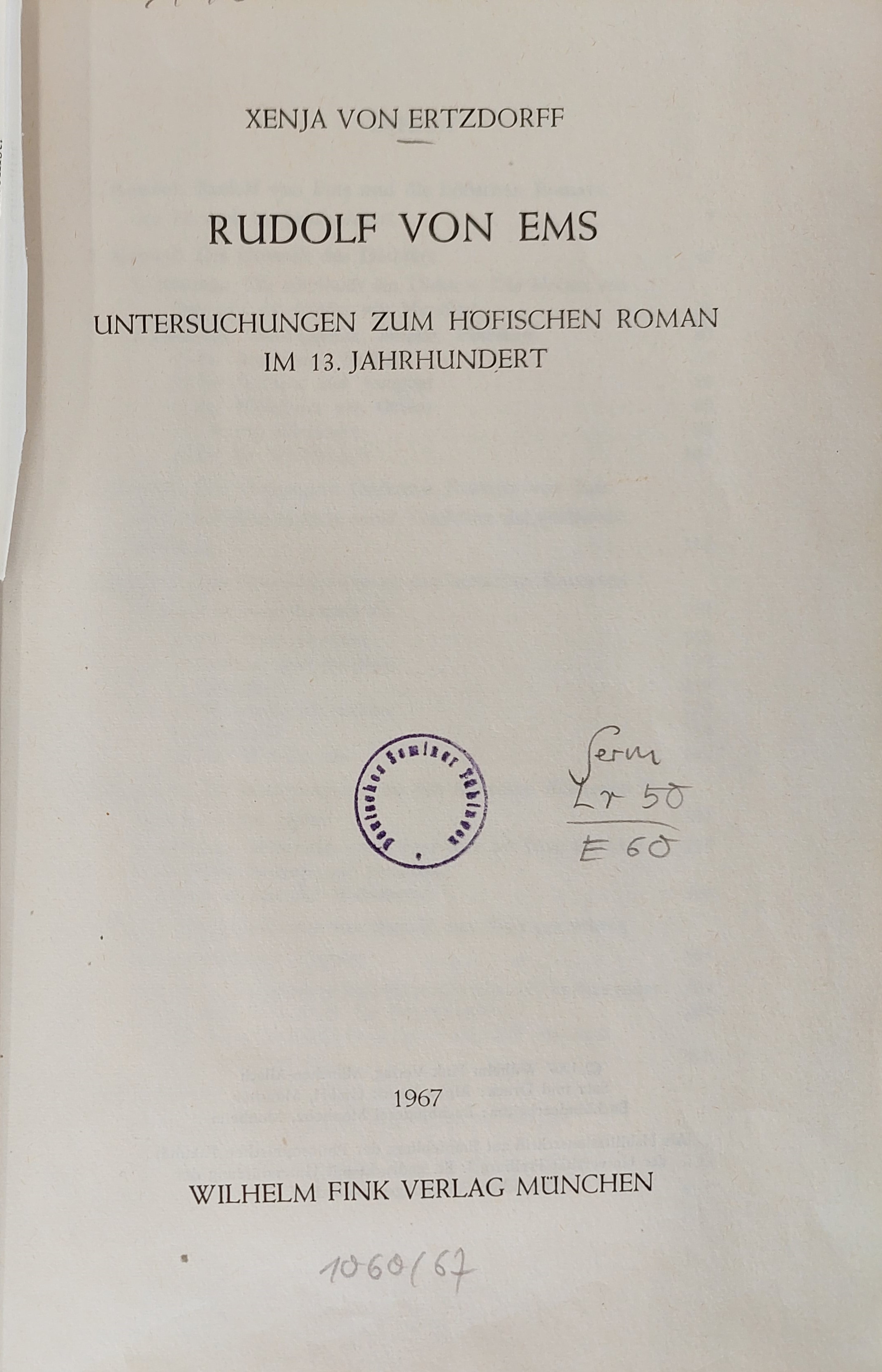
Rudolf von Ems (1967)

Der fachliche Schwerpunkt von Xenja von Ertzdorff-Kupffer lag im Bereich der vergleichenden mittelalterlichen Literatur, v. a. der Erzähl- und der Reiseliteratur.
- Studien zu Herkunft und Geschichte der baltischen Familien Kuppfer, von Ertzdorff-Kupffer und von Ertzdorff. Berndt R. v. Pantzer, Hamburg 2000.
- Spiel der Interpretation. Gesammelte Aufsätze zur Literatur des Mittelalters und der frühen Neuzeit. Kümmerle, Göppingen 1996, ISBN 978-3-87452-839-9.
- Die Romane von dem Ritter mit dem Löwen. Rodopi, Amsterdam und Atlanta 1994, ISBN 978-90-5183-568-7 (Online [abgerufen am 18. Dezember 2013]).
- Romane und Novellen des 15. und 16. Jahrhunderts in Deutschland. Wissenschaftliche Buchgesellschaft, Darmstadt 1989, ISBN 978-3-534-07076-3.
- als Hrsg. mit Irmgard Bitsch und Trude Ehlert: Essen und Trinken in Mittelalter und Neuzeit. Vorträge eines interdisziplinären Symposions vom 10.–13. Juni 1987 an der Justus-Liebig-Universität Gießen. Sigmaringen 1987.
- als Hrsg. mit Marianne Wynn: Liebe – Ehe – Ehebruch in der Literatur des Mittelalters (= Beiträge zur deutschen Philologie. Band 58). Gießen 1984.
- Die Wahrheit der höfischen Romane des Mittelalters. In: Zeitschrift für deutsche Philologie. Band 86, 1967, S. 375–389.